# Staghound
Staghound (T17E1) – ciężki samochód pancerny produkcji amerykańskiej z okresu II wojny światowej, użytkowany przez wojska państw Wspólnoty Brytyjskiej i niektórych aliantów zachodnich, w tym Polskie Siły Zbrojne.

## Historia
W lipcu 1941 roku Departament Uzbrojenia USA złożył zamówienie w fabrykach amerykańskich na opracowanie średnich i ciężkich samochodów pancernych. Zbiegło się to z potrzebami brytyjskiej misji zakupów w USA, poszukującej odpowiednich pojazdów do walk na pustyni. W odpowiedzi na zamówienie na projekt średniego samochodu pancernego (medium armored car), wytwórnia Ford Motor Company opracowała projekt samochodu o napędzie 6 x 6, który otrzymał oznaczenie wojskowe T17, a wytwórnia Chevrolet – projekt samochodu o napędzie 4 x 4, który otrzymał oznaczenie wojskowe T17E1. Oba samochody miały podobną masę i taką samą wieżę z uzbrojeniem, opracowaną przez Rock Island Arsenal. Zamówione zostały wprawdzie jako średnie samochody, w odróżnieniu od trzeciego, cięższego samochodu T18, lecz faktycznie wszystkie stanowiły ciężkie samochody pancerne.
W marcu 1942 roku zbudowano pierwsze prototypy tych samochodów, a następnie prowadzono ich próby. Armia amerykańska zamówiła początkowo 3760 samochodów T17 i 2000 T17E1, lecz w grudniu 1942 roku zrezygnowała z zakupu średnich i ciężkich samochodów pancernych na rzecz lekkich M8 Greyhound. Po próbach porównawczych samochodów T17 i T17E1, armia brytyjska zrezygnowała z samochodu T17 jako gorszego (przewidywana była dla niego brytyjska nazwa Deerhound). Ford wyprodukował w tym czasie na amerykańskie zlecenie do maja 1943 roku 250 samochodów T17. Wobec braku zainteresowania armii brytyjskiej, zostały one przekazane amerykańskiej żandarmerii wojskowej, pozbawione głównego uzbrojenia w postaci armaty 37 mm. Przewidziano dla nich amerykańskie oznaczenie wojskowe M5 Medium Armored Car, lecz nie zostały ostatecznie standaryzowane.
Samochód Chevrolet T17E1 okazał się lepszy mechanicznie od Forda, a przy tym projektowany był już z uwzględnieniem wymagań brytyjskich, i jeszcze w grudniu 1941 roku brytyjska komisja do spraw zakupów zamówiła wstępnie 300 sztuk, a następnie złożyła dalsze zamówienia na jego produkcję w ramach programu lend-lease. W armii brytyjskiej otrzymał on oznaczenie Staghound (pol. ”Ogar”). Zainteresowało się nim również wojsko amerykańskie, gdzie miał nosić nazwę Armored Car M6 lecz nigdy nie wszedł na uzbrojenie.
Ostatecznie w 1942 roku rozpoczęto produkcję niewielkiej serii samochodów T17 Deerhound oraz samochodów T17E1 Staghound dla armii Brytyjskiej Wspólnoty Narodów. Produkcję zakończono w 1944 roku. Do tego czasu wyprodukowano około 3100 tych samochodów. 
Wersje samochodu pancernego T17:

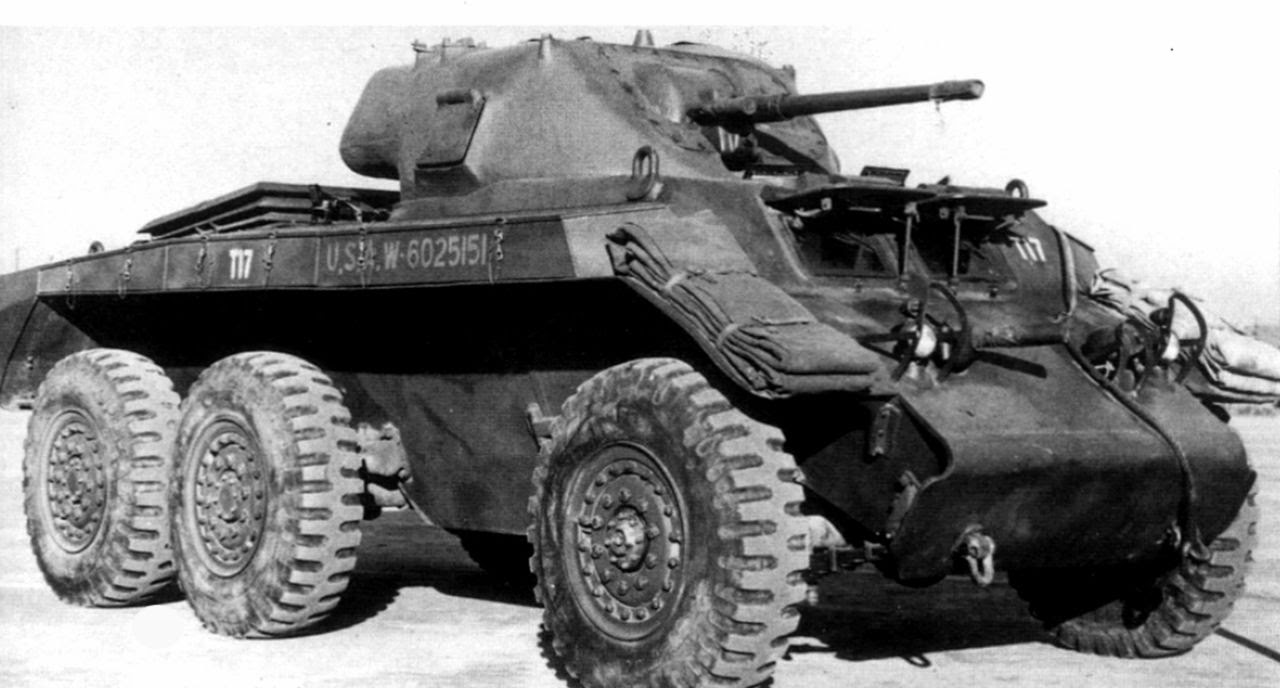
T17 Deerhound

- T17 Deerhound – wersja o napędzie w układzie 6 x 6
- Staghound Mk I (T17E1) – wersja o napędzie 4 x 4, podstawowa, uzbrojona armatę M6 kal. 37 mm i sprzeżony z nią karabin maszynowy Browning M1919A1
- Staghound Mk II – wersja wozu wsparcia, uzbrojona w armatę M5 kal. 76,2 mm
- Staghound Mk III – wersja wyposażona w wieżę z czołgu Crusader z armatą QF 6 pdr Mk IV kal. 57 mm
- Staghound  AA – wersja przeciwlotnicza, uzbrojona w 2 sprzężone karabiny maszynowe M2 kal. 12,7 mm umieszczone w odkrytej wieżyczce typu Frazer Nash
- Staghound Rear Link – wóz łączności, wyposażony w dodatkowe radiostacje
- Staghound Command – wóz dowodzenia ze zdjętą wieżą, służący jako transporter wyższych dowódców związków taktycznych
- T17E2 – prototypowy samochód wyposażony w wieżę z samochodu M8 Greyhound wyposażoną w haubicę M2/M3  kal. 75 mm

## Służba
Samochód pancerny T17 Staghound (częściej znany pod oznaczeniem brytyjskim Staghound), trafił do jednostek brytyjskich na początku 1943 roku. Początkowo był używany w Afryce Północnej i na Bliskim Wschodzie. Znalazła się również na wyposażeniu jednostek innych armii państw należących do Brytyjskiej Wspólnoty Narodów. Później był wykorzystywany w Europie.
Używany w pułkach rozpoznawczych II Korpusu Polskiego w czasie walk we Włoszech w Pułku Ułanów Karpackich, 12 Pułku Ułanów Podolskich, 15 Pułku Ułanów Poznańskich, które po przezbrojeniu w czołgi zdały samochody pancerne 7 Pułkowi Ułanów Lubelskich i 25 Pułkowi Ułanów Wielkopolskich.
Po zakończeniu II wojny światowej w ramach demobilizacji znaczną liczbę samochodów Staghound sprzedano do krajów afrykańskich, na Bliski Wschód i do Ameryki Łacińskiej, gdzie używano ich w konfliktach lokalnych. Niektóre z nich były używane jeszcze w latach osiemdziesiątych XX wieku (np. Liban do 1983)